# Maria Olovennikova
Maria Nikolaevna Olovennikova (en ruso: Мария Николаевна Оловенникова; 15 de mayo de 1852-20 de septiembre de 1898) fue una revolucionaria naródnik ruso. Nacida en una familia noble, se convirtió en socialista revolucionaria en la década de 1870, participando en las actividades de Tierra y Libertad y cofundadora de Naródnaya Volia. Jacobina convencida, creía en la necesidad de una organización revolucionaria para derrocar la autocracia zarista y establecer un gobierno centralizado que pudiera dirigir una revolución política y social. Después del asesinato de Alejandro II de Rusia, se trasladó al extranjero, a Francia, y continuó su activismo con los populistas en el exilio. Sufrió mala salud durante las décadas de 1880 y 1890, lo que la llevó a la muerte en 1898.

## Biografía

### Primeros años de vida
Maria Nikolaevna Olovennikova nació en 1852, en el seno de una familia noble rusa, en el pueblo de Pokrovskoye en la gobernación de Oryol. Fue educada en casa. En 1873, a los 21 años, se casó con Nikolai Oshanin, con quien tuvo una hija, Elena. Dejó a su hija al cuidado de su madre en 1875, lo que le permitió trasladarse a San Petersburgo, donde estudió como paramédico y se convirtió en partidaria de Piotr Tkachov.

### Actividades con los naródnik
En ese momento, ya había caído bajo la influencia de los naródnik, uniéndose a un círculo socialista revolucionario liderado por ru, quien influyó en su desarrollo ideológico hacia las ideas jacobinas. En 1877, ayudó a organizar los asentamientos populistas en las provincias meridionales de Rostov y Voronezh. También abrió un piso para revolucionarios en Járkov, donde participó en un intento de romper ru fuera de prisión.
Cuando un panfleto provocativo publicado por Zaichnevsky provocó una ola de arrestos, Olovennikova se vio obligada a esconderse en la finca de su familia en Oryol, donde conoció a Aleksándr Baránnikov, un compañero activista naródnik. Después de la muerte de su marido Nikolai, se casó con Baránnikov. Ahora casada con un militante partidario del movimiento naródnik, la propia Olovennikova se interesó por cuestiones de organización política. Creía que una conspiración revolucionaria debería tomar el poder estatal para formar un gobierno centralizado que pudiera dirigir una revolución política y social, aunque perdió la fe en la esperanza de Zaichnevsky de que ésta fuera una «organización perfecta». Regresó a San Petersburgo, donde se unió a la organización revolucionaria Tierra y Libertad.

### Organización política
Como «ilegales», ella y Barannikov quedaron aislados y no pudieron establecer contactos firmes en la ciudad. Pero después de una conversación con Mijaíl Frolenko, quien le habló de sus planes de crear una nueva organización, ella comprendió que «el tiempo de los golpes aislados había terminado» y se puso del lado de la facción «política» de la organización. En junio de 1879, miembros de esta facción celebraron una conferencia en Lípetsk; Olovennikova fue la única mujer presente. La conferencia acordó que la «propaganda pacífica» era inútil mientras todavía vivieran sin libertades civiles bajo la autocracia zarista, que, según declaró, debía ser derrocada «por cualquier medio necesario». La implicación era que el objetivo principal de su nueva organización sería asesinar al zar. El resultado fue el establecimiento de Naródnaya Volia, en el que Olovennikova formó parte del comité ejecutivo.
En 1880 se trasladó a Moscú, donde dirigió la filial local de la nueva organización, junto con Piótr Téllalov. Bajo su influencia, la organización hizo llamamientos jacobinos para la formación de una dictadura revolucionaria para transformar radicalmente la economía y abolir la propiedad privada, sólo después de lo cual podría formarse una asamblea constituyente y asumir con seguridad el poder político. Cuando regresó a San Petersburgo, descubrió que sus compañeros de partido allí sólo hablaban de dinamita. Su hermana Natalya había estado siguiendo cada movimiento del zar, lo que le provocó tal estrés que tuvo que abandonar la organización. Tras el asesinato de Alejandro II, la policía la buscó activamente, pero logró evitar el encarcelamiento.

### Exilio y muerte
En abril de 1882, Olovennikova enfermó de fuertes migrañas y decidió mudarse al extranjero al mes siguiente. Emigró a Francia y se instaló en París bajo el nombre supuesto de Marina Nikanorovna Polonskaya. En el exilio, editó el boletín de Narodnaya Volya y estableció el «Grupo del Viejo Naródnaya Volia», del que siguió siendo miembro hasta la década de 1890. De 1893 a 1896 publicó una historia del movimiento social revolucionario ruso. También recibió la noticia de la muerte de su segundo marido, Alexander Barannikov, que había sido encarcelado en la fortaleza de Shlisselburg y murió allí de tuberculosis. Se volvió a casar, esta vez con el revolucionario ucraniano Ilya Rubanovich.
En 1896, su salud se había deteriorado gravemente: sus migrañas eran más frecuentes, desarrolló un catarro en el estómago y quedó anémica. También se preocupó cada vez más por sus camaradas encarcelados en la fortaleza de Shlisselburg y comenzó a sentir que ella también debería ser encerrada, lo que finalmente provocó una crisis nerviosa que la llevó a un hospital psiquiátrico. Murió el 20 de septiembre de 1898; algunas fuentes dicen que murió de neumonía aguda, mientras que otras dicen que se suicidó para poner fin a su dolor crónico.
En su testamento pidió a sus amigos que no le dieran un funeral y que la recordaran como «una persona, no un cadáver». A pesar de sus deseos, fue enterrada en presencia de sus amigos. Sus memorias se publicaron en 1907, en el sexto número de Byloye.